# 曾華德 (香港)
曾華德（1961年—），香港呼吸系統科醫生，曾任香港胸肺基金會主席，亦曾在瑪麗醫院胸肺科。

## 早年經歷及家庭
他是藝人曾華倩的兄長，1979年王肇枝中學中六畢業。

## 專業資格
- 英國格拉斯哥大學內外全科醫學士(一級榮譽) 1986
- 英國格拉斯哥大醫學博士(金章) 1991
- 英國皇家內科醫學院院士 1998
- 香港內科醫學院院士 1995
- 英國格拉斯哥皇家醫學院內科榮授院士
- 英國愛丁堡皇家內科醫學院榮授院士
- 英國倫敦皇家內科醫學院榮授院士
- 香港醫學專科學院院士(內科)
- 香港大學李嘉誠醫學院榮譽教授
- 東華學院榮譽教授
- 廣州醫科大學呼吸疾病研究實驗室(國家重點實驗室)榮譽教授[3]

## 從醫及醫學研究生涯
曾華德致力於研究H5N1禽流感與SARS等傳染病。
曾華德曾經為富商林百欣 ，藝人沈殿霞及馬評人董驃作主診醫生。其中林百欣逝世當日，曾華德胡興正2人曾一同出席記者會交代死訊。另外，曾華德視馬評人及演員董驃為偶像，故免費為驃叔看診免費替診治。

## 逸聞
2011年，藝人邓光荣去世，曾華德为8名扶灵人之一。

## 爭議事件
於2019冠狀病毒病香港疫情期間，社交網站流傳一封由曾華德在2020年2月2日给别人撰寫的一封英文信，內容指病毒引起了很多恐慌，但市民其實不必驚慌，武漢的患者的死亡率僅為2%，顯然有很多政治恐慌和西方勢力對此恐慌情绪的操縱。
導演張堅庭在社交網站分享並反駁，指北京政府實際上採取不少措施，包括自1949年以來第一次封鎖人口超過1000萬的城市(武漢)，可見事情嚴重性，又批評曾華德既是醫務人員，不應該將流感與冠狀病毒的死亡率用作比較，又引述西方冠狀病毒科學家估算的的死亡率，實為6-8%，冠狀病毒是一種嶄新的病毒，不可能「由西方控制」。 张坚庭及後接受傳媒訪問，承認有關信件為朋友轉載，未能完全確定，如果有錯願意道歉，但亦指這封信代表不少人的觀點。

## 資料來源
- 曾華倩胞兄家養龜兔 醫人醫海豚都有一手 成報，2005年6月26日
- 董驃因病逝世看完“賽馬”嚥下最後一口氣 （页面存档备份，存于） 新浪網
- 香港醫學組織聯會 （页面存档备份，存于）
- 港大學者指現時H5N1 禽流感不能人傳人 （页面存档备份，存于） 香港電台
- 調查政府與醫院管理局對嚴重急性呼吸系統綜合症爆發的處理手法專責委員會 （页面存档备份，存于） 香港立法會

1. ↑  蔡偉南. . 香港01. 2020-12-03  [2021-06-01]. （原始内容存档于2021-06-03） （中文（香港））.
2. ↑  KellyChu. . https. 頭條日報. 2013-02-28  [2020-02-04]. （原始内容存档于2021-04-19） （中文）.
3. 1 2  . 王肇枝中學.   [2020-02-04]. （原始内容存档于2020-02-04）.
4. ↑  . 蘋果日報. 2018-03-06  [2020-02-04]. （原始内容存档于2020-02-04）.
5. ↑  信息时报. . 新浪网. 2006-12-06  [2020-02-04]. （原始内容存档于2020-02-04）.
6. 1 2  . 文汇报 (香港). 2013-09-23  [2020-02-04]. （原始内容存档于2013-09-28）.
7. ↑  . 東方日報 (香港). 2006-02-24  [2020-02-04]. （原始内容存档于2020-02-04）.
8. ↑  新闻晨报. . 新浪网. 2006-02-24  [2020-02-04]. （原始内容存档于2019-06-09）.
9. ↑  . 東方日報 (香港). 2013-09-25  [2020-02-04]. （原始内容存档于2013-10-03）.
10. 1 2  蔡偉南. . 香港01. 2020-12-03  [2021-06-01]. （原始内容存档于2021-06-03） （中文（香港））.
11. ↑  . www.bastillepost.com. 2020-02-04  [2020-02-04]. （原始内容存档于2021-04-19）.